# Списак телевизијских станица у Русији
Списак телевизијских станица у Русији:

## Јавне ТВ станице
- Первый канал
  - Первый канал. Всемирная Сеть
  - Дом кино
  - Музыка Первого
  - Время
  - Теленяня
  - Телекафе
  - Сверуска државна телевизијска и радиодифузна компанија (ВГТРК)
  - Русија 1
  - Культура
  - Спорт
  - Русија 24
  - Бибигон
- ТВ Центр
- Национальная медиа группа
  - Петербург - Пятый канал
  - РенТВ
- Газпром-Медиа
  - НТВ
  - ТНТ
- РБК
- STS Media
  - СТС
  - Домашний
  - ДТВ
- Холдинг «Проф-Медиа»
  - МТВ Русија
  - VH1 Русија
  - ТВ3
  - 2×2
- Муз-ТВ
- 7ТВ
- Звезда
- Школьник ТВ
- Music Box Group
  - Music Box TV
  - Music Box RU
  - Юмор ТВ
  - Music Box Dance
- Живое ТВ
- O2TV
- A-One
- Style
- Vita TV
- Content Union Production
  - Русский Иллюзион
  - Иллюзион +
  - Детский
  - Zоопарк
  - Облака ТВ
  - Родное слово
- Благовест
- Союз
- Ностальгия
- RU TV
- ТДК
- Ред Медиа
  - 365 дней ТВ
  - ИндияТВ
  - Кухня ТВ
  - Интересное ТВ
  - ТВ Бульвар
  - Ля-Минор
  - Комедия ТВ
  - Много ТВ
  - Авто Плюс
  - Боец
  - HD-Life
  - Русская Ночь
- АртМедиа Групп
  - 24Техно
  - Настоящее смешное телевидение (НСТ)
  - 24Док
  - Настоящее страшное телевидение (НСТВ)
  - Мать и дитя
  - Феникс-АРТ
- Другой
- Стрим
  - Драйв
  - Охота и рыбалка
  - Здоровое ТВ
  - Ретро ТВ
  - Усадьба
- Первый ТВЧ (Триколор ТВ)
  - Тин ТВ
  - Весёлое ТВ
  - Телепутешествия
  - Ночной клуб ТВ
  - Зоо ТВ
  - Кинопоказ
  - Кинопоказ HD
- Первый ТВЧ совместно с ТК «Столет»
  - Тонус ТВ

## Канали који емитују изван Русије
- Первый канал. Всемирная Сеть
- РТР-Планета
- Русија 24
- Russia Today
- ТВ Центр нтернатионал
- НТВ Мир
- ИндияТВ
- RTVi
- 9 канал (Израиль Плюс)

## Град Москва
См. Телевизије у Москви
- Столица
- Третий канал
- Доверие
- ВКТ
- Экран-5
- ТВ Центр

## Град Санкт Петербург
- 100ТВ
- 5 канал

## Локалне ТВ станице
- 4 канал, г. Јекатеринбург
- 41 канал, г. Јекатеринбург
- Эра-ТВ, г. Јекатеринбург
- ТВ УрГУ, г. Јекатеринбург
- 10 канал, г. Јекатеринбург
- Областное телевидение (ОТВ), г. Јекатеринбург
- Дети России, г. Јекатеринбург
- Ермак, г. Јекатеринбург
- Студия Город, г. Јекатеринбург
- Союз — Православный телеканал, г. Јекатеринбург
- Телевизионное агентство Урала (ТАУ), г. Јекатеринбург
- Центр телевидения Урала (ЦТУ), г. Јекатеринбург
- ОТС г. Новосибирск
- ТВС (Удмуртия) г. Глазов
- Телерадиокомпания «Пыть-Яхинформ» г. Пыт-Јах
- Телерадиокомпания «Пилот» г. Твер
- Телерадиокомпания «Полис» г. Тамбов
- Телерадиокомпания «АИСТ» (Альтернативная Иркутская Студия Телевидения), г.Иркутск
- 9 канал г. Иркутск
- БТК «60 канал» г. Брјанск
- ТРК 12 канал г. Омск
- Антенна 7 г. Омск
- Телеканал Зодиак г. Омск
- Таможня г. Владимир
- ТелеОмск Акмэ г. Омск
- Ин. Яз Омск г. Омск
- Зодиак г. Омск
- НикаТВ, г. Калуга
- НТК (телеканал), г. Краснодар
- Рифей-Пермь, г. Перм
- Восточный экспресс, г.Чељабинск
- Эфир, г. Казањ
- Татарстан — Новый век, г. Казањ
- ТВ2 г. Томск
- Телекомпания Триада, г. Велики Новгород
- БСТ, г. Уфа
- STV Башкортостан, г. Уфа и Республика Башкортостан
- Моя Удмуртия, г. Ижевск
- Новый Регион, г. Ижевск
- Диалог, г. Велики Новгород
- ТАКТ, г. Курск
- Терра, г. Самара
- Губерния, г. Вороњеж
- Городской телеканал, г. Јарослављ
- ГТРК Ярославия, г. Јарослављ
- НТМ, г. Јарослављ
- Яртелесеть, г. Јарослављ
- Телерадиокомпания «НОТР» г. Налчик
- Спорт-Благовещенск г. Благовјешченск
- ННТВ, г.Нижњи Новгород.
- Самарское губернское телевидение
- ГИС, г. Самара
- РИО, г. Самара
- ТСМ, г. Самара

## Бивши канали
- АСВ г. Јекатеринбург
- МТК,
- Останкино,
- Российские университеты,
- 4-й канал Останкино
- Телеэкспо,
- Шестой канал,
- ТВ-6 (до 22.01.2002),
- ТВС (до 22.06.2003),
- М-1 (до 06.03.2005),
- НТН-4, г. Новосибирск,
- НТН-12, г. Новосибирск,
- Канал-С, г. Новосибирск,
- Русское видео, г. Санкт Петербург,
- Детский проект,
- АСТ,
- Свежий ветер,
- АРТ,
- Rambler Телесеть,
- Плюс 12, г. Тула,
- Невский канал (2001—2005),
- Т7, г. Перм,
- Орион, г.Самара (1990—2006),
- AMTV (до 01.12.1996),
- 24 канал, г. Москва,
- Студия „Нина“, г.Нижњи Новгород,
- М-49,
- Интерфакс-ТВ,
- Планета Спорт